# Азартні ігри в Бразилії
Азартні ігри в Бразилії є незаконними та практично ніяк не регулювались з 1946 року. Часткові спроби легалізації сталися у 2015 та 2018 роках.

## Історія
Перші гральні доми в Бразилії створили європейські колонізатори в XVI ст. Португальський дослідник Педро Альварес Кабрал був першим європейцем, який відкрив Бразилію 1500 року від імені Португальського королівства.
1930 року Бразилія дозволила всі форми азартних ігор, але 1946-го бразильська гральна індустрія зазнала занепаду, коли тодішній президент Еуріку Гаспар Дутра закрив всі казино та гральні заклади, а разом з ними й найбільший на той час готель Бразилії — Палац Квітандіни (Palácio Quitandinha) у Петрополісі.
Декрет Закону 3688/1941 забороняє проведення та участь в азартних іграх та встановлює штраф для організаторів. Участь в азартних іграх вважалась кримінальним порушенням.
Після реформи 2015 року законодавство було змінено, було передбачено штрафи для гравців, зокрема, в інтернеті. Штраф становить від 2 до 200 тис. реалів. При цьому Бразильський уряд працював над низками законопроєктів: 442/1991 (у Палаті представників) та 186/2014 (у Сенаті), що могли б легалізувати ці ігри.
2018 року було прийнято закон, що регулює звичайні та онлайнові ставки на спорт, розробляти нові правила було доручено Міністерству фінансів країни.
2018 року тодішній президент Бразилії Мішел Темер підписав законопроєкт 846, що має легалізувати азартні ігри, але з того часу цей процес не продовжився. Уряд Бразилії очікує надходження близько 3,7 млрд $ у вигляді податків від легалізованих спортивних азартних ігор.
У грудні 2019 шведський оператор Betsson купив 75 % акцій бразилського оператора Suaposta. У вищому футбольному дивізіоні країни 14 з 20 команд підписали спонсорські контракти з букмекерськими конторами.
2020 року президент Жаір Болсонару підписав указ № 10,467 «Про приватизацію», що є значним кроком до легалізації запуску азартних ігор. Згідно указу, Національний банк економічного і соціального розвитку (BNDES), керуватиме організацією спортивних ставок разом з Міністерством економіки. На квітень 2021 року було заплановано перегляд законність заборони азартних ігор в Бразилії, що діє більше 70 років. При цьому, уряд продовжує обговорення можливої декриміналізації казино.